# نمو الدين

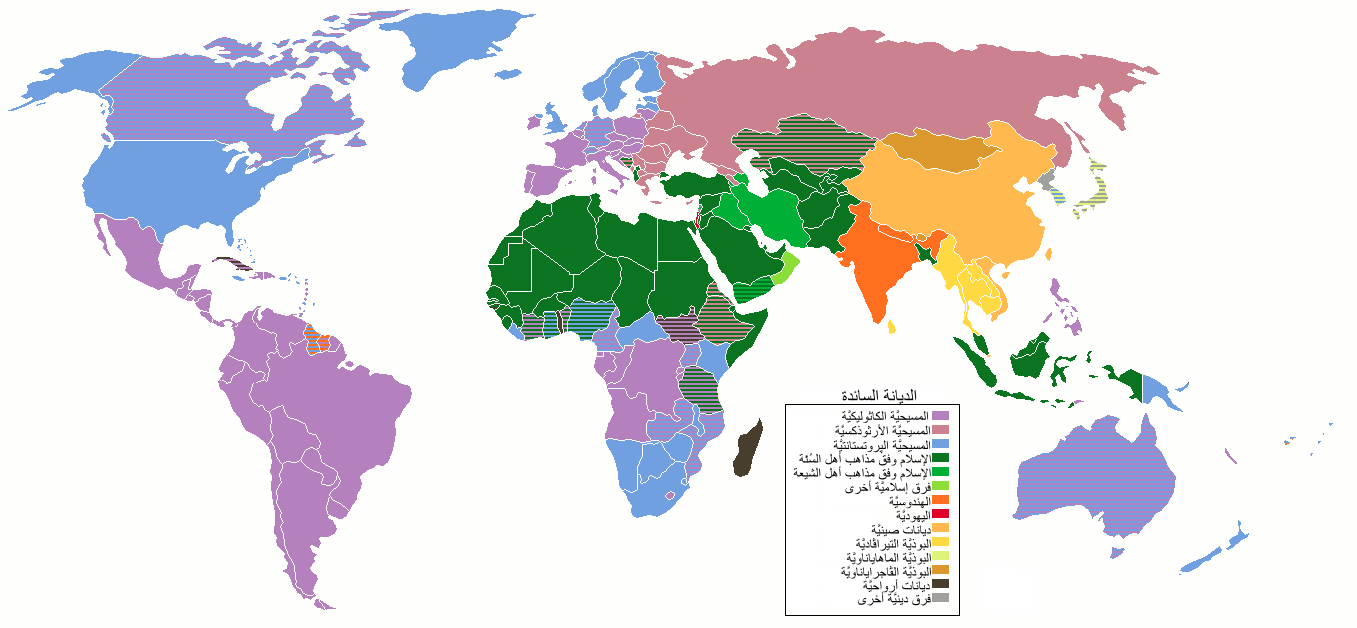
خارطة تُظهرُ توزّع الديانات الرئيسيَّة حول العالم.

تعريف مصطلح «الأسرع انتشاراً» قد يختلف من شخص لآخر، فالبعض يرى سرعة انتشار دين معين بسبب معدلات المواليد، بينما يرى آخرون أن المصطلح يعني بالأساس المتحولون إلى دين غير الذي كانوا يعتنقون به في السابق، والديانات الأكثر انتشارًا في العالم بسبب معدل المواليد المرتفع نجد المسيحية والإسلام والهندوسية في مقدمة الأديان. في الولايات المتحدة اللادينيون هم الأكثر انتشارًا، وشهدت كل من كندا وأستراليا وأجزاء كبيرة من أوروبا زيادة كبيرة في أعداد اللادينيين، حيث من المتوقع أن تكون أكبر مكاسب صافية من خلال التحول الديني لصالح الإلحاد بحوالي 61 مليون، ويليه الإسلام بحوالي 3 مليون. أما بالنسبة لأكبر خسائر صافية من خلال التحول الديني فمن المتوقع أن تكون المسيحية هي أكبر دين من حيث الخسائر الصافية من خلال التحول الديني بحوالي 66,050,000 بين عام 2010-2050.
تظهر أغلب الدراسات في القرن الواحد والعشرين، أنه من حيث النسبة المئوية والانتشار العالمي، يعد الإسلام أسرع ديانات العالم نموا. يتنبأ مركز بيو للأبحاث أن نمو أتباع الإسلام في العالم من المتوقع أن يكون أكبر من نمو غير المسلمين بحلول عام 2050 لعدة أسباب منها صغر الأعمار النسبي وارتفاع معدل الخصوبة. ومن المتوقع أن تكون معدلات المواليد - وليس التحول - هي العامل الرئيسي في نمو أي دين معين.  كما نقله غيره من أهل العلم والمصادر، الخمسينية - وهي حركة مسيحية بروتستانتية - هي الدين الأسرع نموًا في العالم،  يعود هذا النمو في المقام الأول إلى الدوافع الدينية التحول وتبديل المذهب بين المسيحيين.
تقوم بعض الديانات بالتبشير بقوة خاصة المسيحية ثم الإسلام بدرجة أقل في حين أن ديانات توحيدية أخرى (مثل اليهودية والسيخية) لا تشجع بشكل عام التحول إلى صفوفها. تنمو بعض الأديان بشكل كبير في البداية (خاصة، على سبيل المثال، على طول طرق التجارة أو لأسباب تتعلق بالمكانة الاجتماعية)، فقط لتتضاءل حماستها (لاحظ الحالة الضعيفة للزرادشتية). يمكن أن يتفاعل نمو الدين مع عوامل مثل الاضطهاد، والأديان المنافسة الراسخة (مثل الأديان القائمة )، وتشبع السوق الدينية.

## صعوبة التحري في الديانات الأكثر انتشاراً

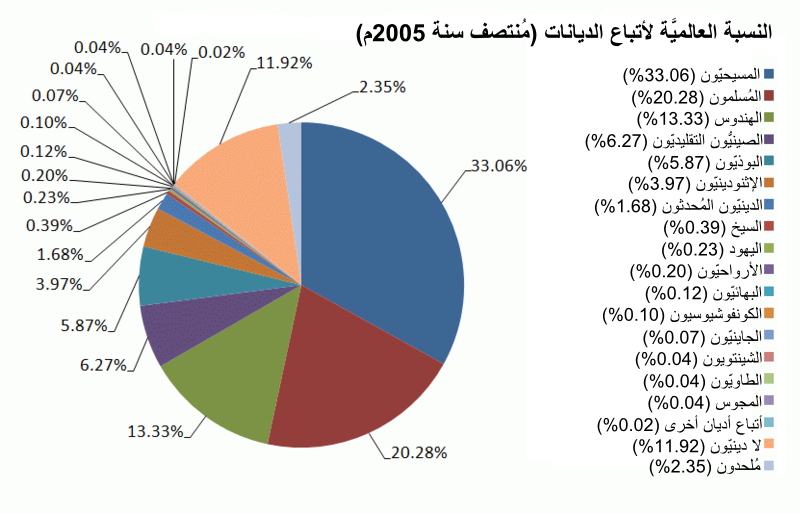
رسمٌ بياني دائري يُظهرُ نسبة مُعتنقي الأديان حول العالم.

إن الإحصائيات المتعلقة بالديانات الأوسع انتشارًا أو الأكثر نموًا لا يمكن الوثوق بها بشكل قطعي، خاصًة وأن الكثير من المتحولين ومن مختلف الديانات يخشون على أنفسهم لو صرحوا بالدين الجديد الذي اعتنقوه، إما لخوفهم من ردود أفعال مجتمعهم، أو لكون سياسة بلدهم تجرّم التحول الديني، كما أنه يعد من الصعب إحصاء عدد المتحولين إلى أي دين، لأن بعض الإحصائيات الوطنية تسأل الناس عن دينهم، لكنهم لا يسألون عما إذا كانوا قد تحولوا إلى دينهم الحالي، وبالتالي تكون إحصائيات معدلات التحويل شديدة الصعوبة، كما أن الكثير من المنتمين لأديان معينة غير نشطين في دياناتهم ولا يطبقون مبادئها، وليس لديهم أدنى حرج إن تحولوا من ديانة إلى أخرى دون الحاجة إلى أدلة أو براهين، ومنهم من يعتنق ديانة معينة لأغراض معينة فقط وقد لا تكون عقائدية.

## النمو من خلال التحول الديني
| الديانة          | إعتناق الديانة | ترك الديانة | صافي التغيير |
| ---------------- | -------------- | ----------- | ------------ |
| غير منتمين دينياً | 97,080,000     | 35,590,000  | +61,490,000  |
| الإسلام          | 12,620,000     | 9,400,000   | +3,220,000   |
| الديانات الشعبية | 5,460,000      | 2,850,000   | +2,610,000   |
| الديانات الأخرى  | 3,040,000      | 1,160,000   | +1,880,000   |
| الهندوسية        | 260,000        | 250,000     | +10,000      |
| اليهودية         | 320,000        | 630,000     | –310,000     |
| البوذية          | 3,370,000      | 6,210,000   | –2,850,000   |
| المسيحية         | 40,060,000     | 106,110,000 | –66,050,000  |

## البوذية
يعيش غالبية البوذيين في قارة آسيا، كما يوجد في أوروبا وأمريكا الشمالية أكثر من مليون شخص. وفقاً لعلماء الديموغرافيا الدينية، هناك ما بين 488 مليون، وحوالي 495 مليون، وحوالي 535 مليون بوذي في العالم.
وفقا لجونسون وغريم، نمت البوذية من 138 مليون شخص في عام 1910، منهم 137 مليون في آسيا، إلى 495 مليون في عام 2010، منهم 487 مليون في آسيا. ووفقاً لنفس المصدر كان هناك نمو سنوي سريع للبوذية في باكستان والمملكة العربية السعودية ولبنان والعديد من دول أوروبا الغربية بين سنوات 1910 و2010. في الآونة الأخيرة بين عام 2000 وعام 2010، فإن البلدان ذات معدلات النمو الأعلى هي قطر والإمارات العربية المتحدة وبعض الدول الأفريقية. ووفقا لمسح قام به مركز بيو للأبحاث لعام 2012، فمن المتوقع خلال العقود الأربعة القادمة أن ينخفض عدد البوذيين في جميع أنحاء العالم من 487 مليون في عام 2010 إلى 486 مليون في عام 2050. يرجع هذا الانخفاض إلى عدة عوامل مثل انخفاض مستوى الخصوبة بين البوذيين (1.6 طفل لكل امرأة)، والشيخوخة (متوسط العمر 34) مقارنة مع الجماعات الدينية الأخرى في العالم.
تعتبر البوذية وبحسب العديد من المصادر الدين الأسرع نموًا في عدد من المجتمعات الغربية سواء من حيث المتحولين الجدد أو من حيث أصدقاء البوذية، الذين يسعون إلى دراسة وممارسة مختلف جوانب البوذية. كما هو الحال في الولايات المتحدة، تأتي البوذية بين أسرع الأديان نموًا في العديد من البلدان الأوروبية الغربية. المكتب الأسترالي للإحصاء ومن خلال التحليل الإحصائي وجد أنّ البوذية الدين الأسرع نموًا في أستراليا من حيث الزيادة المئوية والتي وصلت بنسبة نمو بلغت 79.1% بين الأعوام 1996 إلى 2001. والبوذية هي الديانة الأسرع نموًا في السجون في إنجلترا، حيث ارتفع عدد أتباعها ثمانية أضعاف على مدى العقود الماضية.

## الإسلام

### النمو حديثا

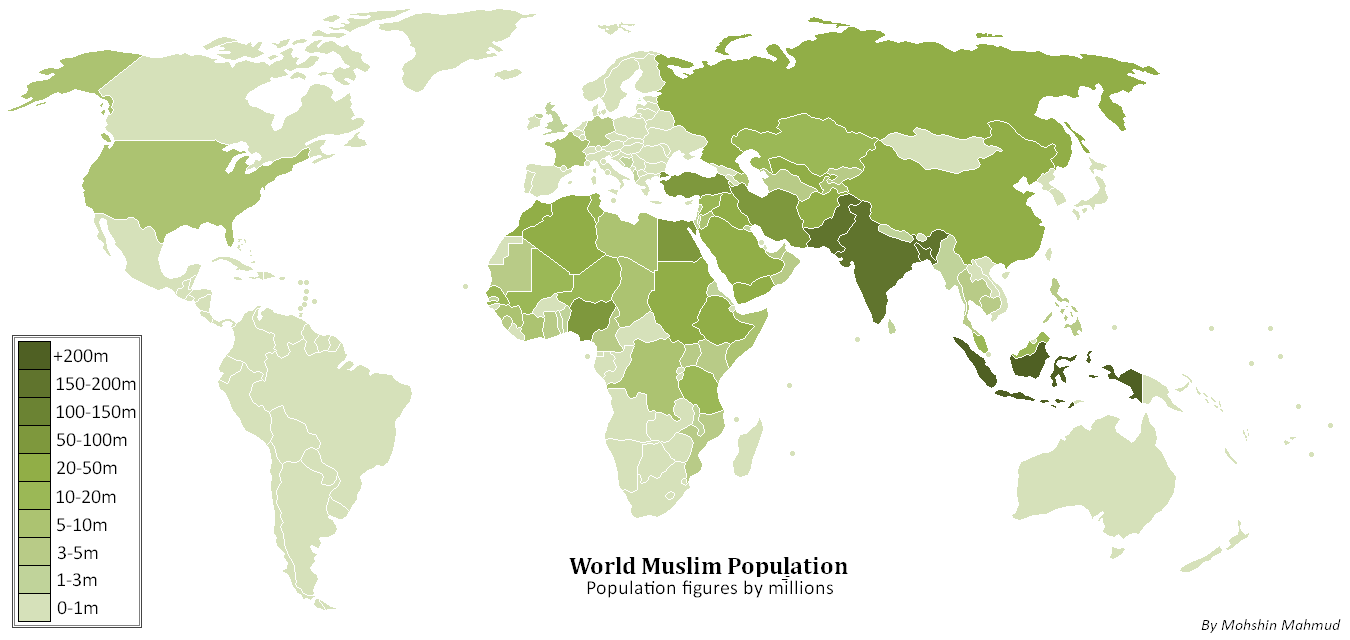
خريطة العالم من حيث عدد السكان المسلمين. على الرغم من أن الإيمان بدأ في الجزيرة العربية، الطوائف الإسلامية الثلاث الكبرى هي في إندونيسيا وباكستان والهند.

في عام 1990م، كان هناك 1.1 مليار نسمة من المسلمين، بينما في عام 2010م، كان عدد المسلمين 1.6 مليار نسمة. وفقا لبي بي سي، استنتج بحث أمريكي شامل في عام 2009 أن عدد المسلمين بلغ ما يقرب من 23% من سكان العالم مع 60% من المسلمين يعيشون في آسيا. من عام 1990 إلى عام 2010، ازداد عدد مسلمي العالم بمعدل سنوي 2.2%. بحلول عام 2030، من المتوقع أن يمثل المسلمون حوالي 26.4% من سكان العالم (من أصل 7.9 مليار نسمة). وفقًا لكتاب غينيس للأرقام القياسية العالمية للعام 2003، فإن الإسلام هو الديانة الأسرع نموًا في العالم. «على الرغم من أن الدين بدأ في المنطقة العربية، إلا أنه بحلول عام 2002، كان 80% من جميع المؤمنين بالإسلام يعيشون خارج العالم العربي». ووفقًا للموسوعة المسيحية العالمية، فإن الطائفة الأسرع نمواً في الإسلام هي «الجماعة الأحمدية» بمعدل نمو يبلغ 3.25%. في حين معظم الطوائف الإسلامية الأخرى لديها معدل نمو أقل من 3%.
وتكشف دراسة لمركز بيو أنه بحلول عام 2050 سيكون هناك تكافؤ تقريبا بين المسلمين (2.8 مليار أو 30% من السكان) والمسيحيين (2.9 مليار أو 31%)، ربما لأول مرة في التاريخ. وفقا لمركز بيو للأبحاث من المتوقع أن عدد المسلمين سيساوي عدد السكان المسيحيين بحلول عام 2070. في حين أن كل الأديان سوف تنمو ولكن المسلمين سوف يتجاوزون عدد السكان المسيحيين بحلول عام 2100، سيكون السكان المسلمين (35% من العالم) أكثر بمقدار 1% من السكان المسيحيين (34%). بحلول نهاية عام 2100 من المتوقع أن يفوق عدد المسلمين عدد المسيحيين. وفقا لنفس الدراسة فإن النمو السكاني للمسلمين هو ضعف النمو السكاني الإجمالي في العالم بسبب سن الشباب ومعدل الخصوبة المرتفع نسبياً، ونتيجة لذلك من المتوقع أن ترتفع نسبتهم إلى 30% (2050) من سكان العالم بعد أن كانت 23% (2010). نمى الإسلام وفقا لمركز بيو من عام 2010 إلى عام 2020 بنسبة 1.70% بسبب ارتفاع معدلات المواليد في آسيا والشرق الأوسط وأوروبا. ويبين التقرير أيضا أن هناك انخفاض في معدل المواليد بين المسلمين خلال الفترة من 1990 إلى 2010. ويرجع ذلك إلى انخفاض معدل الخصوبة في كثير من البلدان ذات الأغلبية المسلمة. على الرغم من الانخفاض، فإن المسلمين لا يزالون يمتلكون أعلى معدل مواليد بين الجماعات الدينية الرئيسية. وفقا لمؤسسة كارنيغي للسلام الدولي، تقول قاعدة بيانات العالم المسيحي أنه اعتبارا من عام 2007، الإسلام هو الدين الأسرع نموا في العالم. وجادل تقرير مركز الدراسات الاستراتيجية والدولية لعام 2007 بأن بعض توقعات السكان المسلمين مبالغ فيها، حيث يفترضون أن جميع أبناء المسلمين سوف يصبحون مسلمين حتى في حالات الأبوة المختلطة. وفقاً لدراسة نشرتها مركز بيو للأبحاث عام 2019، لدى المسلمين معدلات خصوبة أعلى من المسيحيين في جميع أنحاء العالم، ويُعد التحصيل العلمي المتدني للمرأة المسلمة عاملاً محتملاً لأرتفاع معدل الخصوبة للمرأة المسلمة.
في عام 2010، كانت آسيا موطنًا لحوالي (62%) من مسلمي العالم، وعاش حوالي (20%) من مسلمي العالم في الشرق الأوسط وشمال أفريقيا، وحوالي (16%) في أفريقيا جنوب الصحراء، وحوالي 2% في أوروبا. بحلول عام 2050 من المتوقع أن تؤوي آسيا (52.8%) من مسلمي العالم، وسيعيش حوالي (24.3%) من مسلمي العالم في أفريقيا جنوب الصحراء، وحوالي (20%) في منطقة الشرق الأوسط وشمال أفريقيا، وأقل من 2% في أوروبا. وفقاً لدراسة «بيو ريسيرش»، سيزداد عدد السكان المسلمين في العدد المطلق في جميع مناطق العالم بين عام 2010 وعام 2050. ومن المتوقع أن يصل عدد المسلمين في منطقة آسيا والمحيط الهادئ إلى ما يقرب من 1.5 مليار نسمة بحلول عام 2050 بالمقارنة مع مليار في عام 2010. كما يتوقع نمو المسلمين في منطقة الشرق الأوسط وشمال أفريقيا، ومن المتوقع أن يرتفع العدد من حوالي 300 مليون في عام 2010 إلى أكثر من 550 مليون في عام 2050. وبالإضافة إلى ذلك، من المتوقع أن تنمو أعداد السكان المسلمين في أفريقيا جنوب الصحراء الكبرى من حوالي 250 مليون في عام 2010 إلى ما يقرب من 670 مليون في عام 2050 وهو أكثر من الضعف. من المتوقع أيضًا أن يزداد العدد المطلق للمسلمين في المناطق ذات التجمعات الأصغر مثل أوروبا وأمريكا الشمالية. نظرًا لعمر الشباب ومعدل الخصوبة المرتفع نسبياً، حيث سترتفع نسبة السكان المسلمين في أوروبا من 6% عام 2010 إلى 10% عام 2050. في أمريكا الشمالية من المتوقع أن تنمو نسبة المسلمين من 1% في عام 2010 إلى 2% عام 2050. في آسيا من المتوقع أن تفوق أعداد المسلمون على أعداد الهندوس في عام 2050. في عام 2010، كانت إندونيسيا والهند وباكستان وبنغلاديش ونيجيريا موطنًا لـ (48%) من مسلمي العالم. بحلول عام 2050 من المتوقع أن تضم الهند أكبر عدد من السكان المسلمين في العالم تليها باكستان وإندونيسيا ونيجيريا وبنغلادش، ومن المتوقع أن تكون موطنا لـ45% من مسلمي العالم.

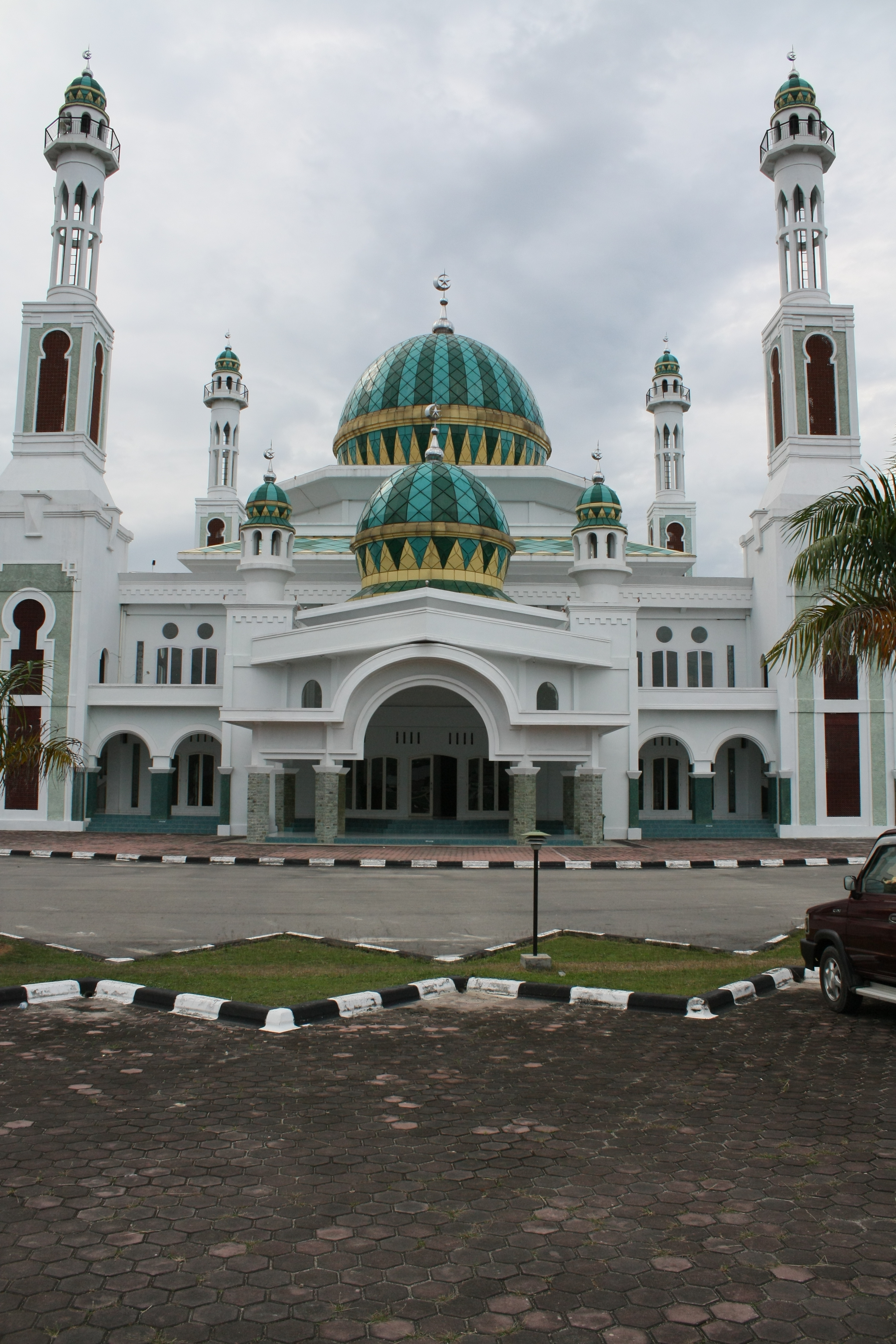
مسجد دوماي في رياو، إندونيسيا يملك أكبر عدد من المسلمين في العالم.

الإسلام هو أحد أكثر الحركات الدينية ديناميكية في العالم المعاصر. ذكر الفاتيكان عام 2008 أن عدد معتنقي الإسلام قد فاق عدد الكاثوليك في العالم لأول مرة في التاريخ. وذكر أن «الإسلام قد أصبح (بدلا من الكاثوليكية) أكبر طائفة دينية في العالم»،  وذكر أنه «صحيح أنه في حين أن الأسر المسلمة، كما هو معروف، يستمرون في الإنجاب بصورة أكبر نسبيا، المسيحيون على العكس يميلون إلى إنجاب أقل وأقل». وبحلول عام 2002 كان ما يقارب 80% من المسلمين يعيشون خارج العالم العربي. وقد ارتفع عدد المسلمين إلى حوالي 1.2 مليار نسمة بحلول عام 2000. وفقا لفورين بوليسي، يعتقد أن معدلات الولادة هي أحد الأسباب الرئيسية لنمو عدد معتنقي الإسلام. بين عامي 2010 و2015، مع استثناء الشرق الأوسط ومنطقة شمال أفريقيا، كانت الخصوبة عند المسلمين في أي منطقة أخرى في العالم أعلى من المعدل في سكان المنطقة ككل. في حين أن معدلات الولادة للمسلمين من المتوقع أن تشهد انخفاضا، سوف تظل أعلى نسبيا من معدل الخصوبة العالمي بحلول عام 2050. في توقعات الأمم المتحدة، وكذلك مركز بيو للأبحاث، تميل معدلات الخصوبة مع الوقت إلى الانخفاض. على الصعيد العالمي، متوسط أعمار المسلمين (متوسط العمر 23) هو أصغر من متوسط العمر العالمي (متوسط العمر 28)، اعتبارا من عام 2010.
بلغ معدل الخصوبة الإجمالي للمسلمين في أمريكا الشمالية 2.7 طفل لكل امرأة في الفترة من 2010 إلى 2015، وهو أعلى بكثير من متوسط الخصوبة في المنطقة (2.0). كما أن سكان أوروبا المسلمين لديهم خصوبة أعلى (2.1) مقارنة بالمجموعات الدينية الأخرى في المنطقة، وهو أعلى بكثير من المتوسط الإقليمي (1.6). وتشير دراسة جديدة للمكتب المرجعي للسكان من قبل الديموغرافيين تشارلز ويستوف وتوماس فريجكا إلى أن فجوة الخصوبة بين المسلمين وغير المسلمين تتقلص، وعلى الرغم من أن المهاجرين المسلمين لديهم أطفال أكثر من غيرهم من الأوروبيين، إلا أن خصوبتهم تميل إلى الانخفاض مع مرور الوقت، وغالباً ما تكون أسرع. وفي حين يتوقع أن تشهد معدلات المواليد المسلمين انخفاضاً، فإنها ستبقى أعلى معدل الخصوبة العام في العالم والأعلى بين الجماعات الدينية المختلفة بحلول عام 2050. يرتبط ارتفاع معدل المواليد بالظروف الاقتصادية والتعليمية، حيث يعد التعليم وفقاً لعدد من التقارير إحدى الأسباب للفجوة بين معدل الخصوبة للمرأة المسلمة وللمرأة غير المسلمة، وتشير دراسة أنه مع زيادة المستوى التعليمي والوعي للمرأة المسلمة تقل معدل الخصوبة والإنجاب.
بحلول عام 2010 ما يقدر بـ 44 مليون مسلم يعيشون في أوروبا (6%) بعد أن كانت النسبة 4.1% في عام 1990. بحلول عام 2030 سيشكل المسلمون 8% من سكان أوروبا بما في ذلك ما يقدر بنحو 19 مليون في دول الاتحاد الأوروبي خاصة (3.8%)، و13 مليون من المهاجرين المسلمين. الإسلام يعتبر على نطاق واسع الدين الأسرع نموا في أوروبا ويرجع ذلك في المقام الأول إلى الهجرة ومعدلات المواليد. بين عامي 2010 و2015 كان معدل الخصوبة للمسلمين في أوروبا (2.1). ومن ناحية أخرى، فإن معدل الخصوبة في أوروبا ككل (1.6). دراسة مركز بيو أيضا تقول أن المسلمين أقل سنا من غيرهم من الأوروبيين. في عام 2010، كان متوسط عمر المسلمين في جميع أنحاء أوروبا (32) ثماني سنوات أصغر من المتوسط لجميع الأوروبيين (40). وفقا للتوقعات الدينية حتى عام 2050 من قبل مركز بيو للأبحاث، التحويل الديني لن يضيف زيادة كبيرة في نمو السكان المسلمين في أوروبا. حيث وفقًا لنفس الدراسة ستتخطى أعداد تاركي الإسلام أعداد المتحولين للإسلام في أوروبا بنسبة طفيفة، وسيبلغ صافي الخسارة (60,000) بسبب التحول الديني. ونفى إريك كوفمان من جامعة لندن ادعاءات أن تصبح أوروبا ذات أغلبية مسلمة. ووفقاً له، فإن المسلمين سيكونون أقلية مهمة بدلاً من الأغلبية في أوروبا ووفقًا لتوقعات عام 2050 في أوروبا الغربية، وسيكون هناك 10-15% من السكان المسلمين في بلدان الهجرة العالية مثل ألمانيا وفرنسا والمملكة المتحدة. كما يجادل إيريك كوفمان بأن السبب الرئيسي وراء نمو الإسلام إلى جانب الديانات الأخرى، ليس بسبب التحول إلى الإسلام، بل يرجع أساسًا إلى طبيعة الدين، كما يسميها «مشجعة للولادة»، حيث يميل المسلمون إلى انجاب المزيد من الأطفال. يشير مركز بيو للأبحاث إلى أن «البيانات التي لدينا لا تشير إلى اتجاه» أورابيا«على الإطلاق»، وتتوقع أن نسبة المسلمين قد تصل إلى 8% في أوروبا في عام 2030، بسبب الهجرة ومعدلات الولادة المرتفعة نسبياً. وستصبح دولتان فقط في أوروبا الغربية - فرنسا وبلجيكا - لديها حوالي 10% من المسلمين بحلول عام 2030. ووفقاً لجوستين فايس، ينخفض معدل الخصوبة للمهاجرين المسلمين مع الاندماج. كما يشير إلى أن المسلمين ليسوا مجموعة متجانسة أو متماسكة، معظم الأكاديميين الذين حللوا التركيبة السكانية يرفضون التوقعات بأن الاتحاد الأوروبي سيكون لديه أغلبية مسلمة. حيث من المعقول تماماً افتراض أن إجمالي عدد المسلمين في أوروبا سيزداد، وسيكون للمواطنين المسلمين تأثير كبير على الحياة الأوروبية وسيكون لهم تأثير كبير. ومع ذلك، فإن احتمال وجود مجتمع مسلم متجانس في حد ذاته، أو أغلبية مسلمة في أوروبا غير وارد على الإطلاق. يشير دوغ ساوندرز إلى أنه بحلول عام 2030 ستكون معدلات المواليد المسلمين وغير المسلمين متساوية في ألمانيا واليونان وإسبانيا والدنمارك دون مراعاة الهجرة الإسلامية إلى هذه الدول. كما يذكر أن اختلاف معدل الخصوبة بين المسلمين وغير المسلمين سوف ينخفض من 0.7 إلى 0.4، وسوف يستمر هذا الاختلاف في التقلص نتيجة أن معدل الخصوبة بين المسلمين وغير المسلمين سوف يكون متطابقاً بحلول عام 2050.

#### التحول الديني
بشكل عام، هناك القليل من التقارير حول عدد الأشخاص الذين يتركون الإسلام في الدول ذات الأغلبية المسلمة. السبب الرئيسي في ذلك هو التداعيات الاجتماعية والقانونية المرتبطة بترك الإسلام في العديد من البلدان ذات الأغلبية المسلمة، وصولاً إلى عقوبة الإعدام بسبب الردة. ومع ذلك، وتشير التقارير أيضًا إلى أنه في المستقبل، من الممكن أيضًا أن تسمح هذه المجتمعات بمزيد من الحرية لترك والتحول الديني. من ناحية أخرى، تم توثيق مجتمعات كبيرة من المسلمين السابقين والتي تحولت إلى اللادينية على نحو متزايد في العالم الغربي. وبالمثل، شكك دارين إي. شيركات في مجلة الشؤون الخارجية ما إذا كانت بعض توقعات النمو السكاني للمسلمين دقيقة لأنها لا تأخذ في الاعتبار العدد المتزايد للمسلمين غير المتدينين واللادينيين. حيث تظهر بيانات من المسح الاجتماعي العام في الولايات المتحدة أن 32% من الأمريكيين الذين تربوا على الإسلام قد تركوا الدين الإسلامي بعد سن الرشد وأنَّ 18% لا ينتمون لأي ديانة، وهو وضع مشابه بين المسلمين في أوروبا. وتشير دراسة ألمانية تعود لعام 2016 إلى أن فقط حوالي نصف الأشخاص البالغ عددهم 4.2 مليون نسمة من أصول مسلمة في ألمانيا يصنفون أنفسهم كمؤمنين. وفقا لبروفيسور في جامعة هارفارد، هناك أعداد متزايدة من الأمريكيين الذين يتركون دينهم ويصبحون غير منتسبين لأي دين، والمتوسط الإيراني الأمريكي هو أقل تدينا بعض الشيء من المتوسط الأميركي العادي. وفقاً لإحصائيات تحالف الشؤون العامة للأميركيين الإيرانيين انخفضت نسبة المسلمين بين الأميركيين الإيرانيين من 42% في عام 2008 إلى 31% في عام 2012.
من ناحية أخرى، التحول إلى الإسلام كذلك تم توثيقه جيدا. وفقا للتوقعات لعام 2050 من قبل مركز بيو للأبحاث، بين 2010 و2050 سيكون هناك صافي مكاسب طفيف للإسلام من خلال التحول الديني من الديانات الأخرى بحوالي (3 مليون) وستكون معظم المكاسب الصافية في أفريقيا جنوب الصحراء الكبرى. وفي عام 2010، وجد مركز بيو "أن البيانات الإحصائية للتحول إلى الإسلام أو منه نادرة، وحسب المعلومات المتاحة، لا يوجد صافي ربح كبير بسبب التحول". وذكر أن "لا يوجد فارق كبير بين عدد الأشخاص الذين يعتنقون الإسلام ومن يتركونه." وبالتالي، فإن هذا التقرير يقلل من أهمية التحول الديني كعامل مساعد لنمو عدد المسلمين." ويذكر أن حوالي 5000 من البريطانيين يعتنقون الإسلام كل عام (معظمهم من النساء). وبحسب مصدر آخر نحو 100 ألف بريطاني في العشر سنوات السابقة. وبحسب تقرير آخر لنفس المصدر: "جذب الإسلام متحولين من جميع الخلفيات، وأبرزهم الأمريكيون من أصل أفريقي". تقدر دراسات تحول حوالي 30,000 إلى الإسلام سنويا في الولايات المتحدة. وتشير دراسة لمركز بيو أن 23% من المسلمين الأمريكيين لم يولدوا مسلمين ولكن تحولوا إلى الإسلام، وكان 77% منهم من المسيحيين. بحسب نفس المصدر، تقول غالبية الأمريكيين المسلمين (53%) أنه أصبح من الأصعب أن يكون الشخص مسلما في الولايات المتحدة منذ هجمات 11 سبتمبر. ويعتقد معظمهم أيضاً أن الحكومة تخص المسلمين بمزيد من المراقبة الأمنية والحذر الزائد. تشير الدراسة أنَّ اعتناق الإسلام لا يلعب دورًا كبيرًا في تزايد عدد المسلمين في الولايات المتحدة؛ وبحسب الدراسة والتي قامت بها مركز بيو للأبحاث للأبحاث عام 2017 حوالي 23% ممن نَشَأُوا كمسلمين في الولايات المتحدة ارتدوا عن الإسلام لاحقاً، وحوالي 55% منهم أصبحوا لادينيين لاحقاً، بالمقابل أصبح 22% ممن ترك الإسلام مسيحيين لاحقاً. وبالتالي تتساوى تقريباً أعداد الأشخاص الذين يعتنقون الإسلام وأولئك الذين يتركون الإسلام في الولايات المتحدة. بينما حسب دراسة أخرى، بلغ عدد المتحولين الألمان إلى الإسلام نحو 5000 في الفترة بين يوليو 2004 ويونيو 2005 فقط، بينهم نسبة عالية من فئة ذوي المرتبات العالية، بعد أن كانت الأغلبية سابقا من النساء اللوات تزوجن مسلمين.

## المسيحية

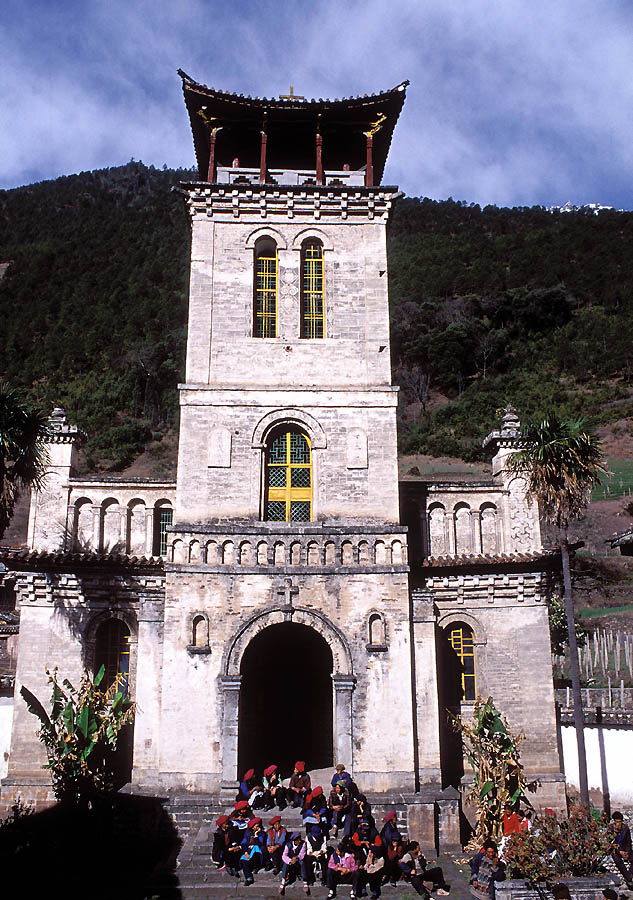
كنيسة في الصين: زاد عدد المسيحيون الصينيون بشكل ملحوظ؛ من 4 ملايين قبل عام 1949 إلى 67 مليون في عام 2010.

المسيحية تعتبر أكبر أديان العالم وقد ازداد عدد معتنقيها من 660 مليون في 1910 إلى 2.2 مليار إنسان في 2010 أي 33.32% من سكان الأرض، وهي بذلك تشكل أكبر ديانة في العالم. وتشكل المسيحية أغلبية في القارات التالية: أوروبا، وأمريكا الشمالية، وأمريكا الجنوبية، وأوقيانوسيا وأفريقيا جنوب الصحراء. وفقًا لمسح مركز بيو للأبحاث لعام 2011، كان هناك 2.2 مليار مسيحي حول العالم في عام 2010، بالمقارنة مع حوالي 600 مليون في عام 1910. وووفقاً لمسح مركز بيو للأبحاث لعام 2012، ستبقى المسيحية، خلال العقود الأربعة القادمة، أكبر دين في العالم. وإذا استمرت الاتجاهات الحالية، فإنه بحلول عام 2050 سيصل عدد المسيحيين إلى 2.9 مليار أو 31.4%. ووفقا لدليل أكسفورد للتحويل الديني، تكسب المسيحية سنوياً حوالي 65.1 مليون شخص بسبب عوامل أهمها معدل الولادة والتحول الديني، في حين تفقد سنوياً 27.4 مليون شخص بسبب عوامل أهمها معدل الوفاة والارتداد الديني. ويحصل معظم النمو الصافي في أعداد المسيحيين في أفريقيا وأمريكا اللاتينية وآسيا.
بحلول عام 2050، من المتوقع أن يتجاوز عدد السكان المسيحيين 3 مليارات. ولدى المسيحيين 2.7 طفل لكل امرأة، وهو أعلى من المعدل العام (2.1). وفقاً لدراسة مركز بيو للأبحاث، بحلول عام 2050، من المتوقع أن ينمو عدد المسيحيين في العدد المطلق إلى أكثر من الضعف في العقود القليلة القادمة، وسوف تنمو من 517 مليون عام 2010 إلى 1.1 مليار عام 2050 في أفريقيا جنوب الصحراء؛ وسوف تنمو من 531 مليون عام 2010 إلى 665 مليون عام 2050 في أمريكا اللاتينية ومنطقة الكاريبي، وسوف تنمو من 287 مليون عام 2010 إلى 381 مليون عام 2050 في آسيا، وسوف تنمو من 266 مليون عام 2010 إلى 287 مليون عام 2050 في أمريكا الشمالية.
بحلول عام 2050، من المتوقع أن تظل المسيحية أكبر مجموعة دينية في أمريكا اللاتينية ومنطقة الكاريبي (89%)، وأمريكا الشمالية (66%) بالمقارنة مع (77.4%) في 2010، وأوروبا (65.2%) بالمقارنة مع (74.5%) في 2010، وأفريقيا جنوب الصحراء (58.5%) بالمقارنة مع (62.9%) في 2010.
أدى النمو الكبير للمسيحية في البلدان غير الغربية إلى تغييرات في التوزيع الإقليمي للمسيحيين. في عام 1900، كانت أوروبا والأمريكتين موطنًا للغالبية العظمى من مسيحيي العالم (93%). إلى جانب ذلك، نمت المسيحية بشكل كبير في أفريقيا جنوب الصحراء وآسيا والمحيط الهادئ. في عام 2010، عاش 26% من مسيحيي العالم في أوروبا، يليهم 24.4% في أمريكا اللاتينية ومنطقة الكاريبي، وحوالي 23.8% في أفريقيا جنوب الصحراء، وحوالي 13.2% في آسيا والمحيط الهادئ، وحوالي 12.3% في أمريكا الشمالية، و1% في الشرق الأوسط وشمال إفريقيا. وأشارت الدراسة أيضًا إلى أنه بحلول عام 2050، من المتوقع أن يتغير توزيع المسيحيين بشكل كبير. بحلول عام 2050، من المتوقع أن يعيش 38% من مسيحي العالم في أفريقيا جنوب الصحراء، يليهم 23% في أمريكا اللاتينية ومنطقة البحر الكاريبي، وحوالي 16% في أوروبا، وحوالي 13% في آسيا والمحيط الهادئ، ومن المتوقع أن 10% من مسيحيي العالم سيعيشون في أمريكا الشمالية. بحلول عام 2050، من المتوقع أن تظل المسيحية هي الأغلبية في الولايات المتحدة (ولكن ستصبح بنسبة 66.4% من السكان بعد أن كانت 78.3% في عام 2010)، وسيزيد عدد المسيحيين بغض النظر عن النسبة المئوية ومن المتوقع أن ينمو من 243 مليون إلى 262 مليون خلال الأربعة عقود التالية. في عام 1900، كان هناك فقط 8.7 مليون معتنق للمسيحية في أفريقيا، بينما كان هناك 390 مليون في عام 2010. ومن المتوقع أنه بحلول عام 2025 سيكون هناك 600 مليون مسيحي في أفريقيا. في نيجيريا نمت نسبة المسيحيين من 21.4% في عام 1953 إلى 50.8% في عام 2010. وفي جنوب أفريقيا، ارتفع نسبة أتباع مذهب الخمسينية من 0.2% في عام 1951 إلى 7.6% في عام 2001. في السنوات الأخيرة، ازداد عدد المسيحيين الصينيين بشكل كبير. قبل عام 1949 كان عدد المسيحيون بحدود أربعة ملايين (3 ملايين كاثوليكي ومليون بروتستانتي)، ووصل تعدادهم إلى 67 مليون عام 2010، ويقول رودني ستارك أن المسيحية تنمو في الصين بمتوسط سنوي يبلغ 7%. في سنغافورة، ارتفعت نسبة المسيحيين بين السنغافوريين من 9.9% في سنة 1980 إلى 12.7%، في عام 1990 وإلى 17.5% في عام 2010.وهي إلى جانب اللادينية تحظى بأعلى معدل نمو في سنغافورة. وأستمرت معدلات النمو حيث وفقاً لتعداد السكان عام 2015 بلغت نسبة المسيحيين حوالي 18.8% من السكان.

### نمو الطوائف

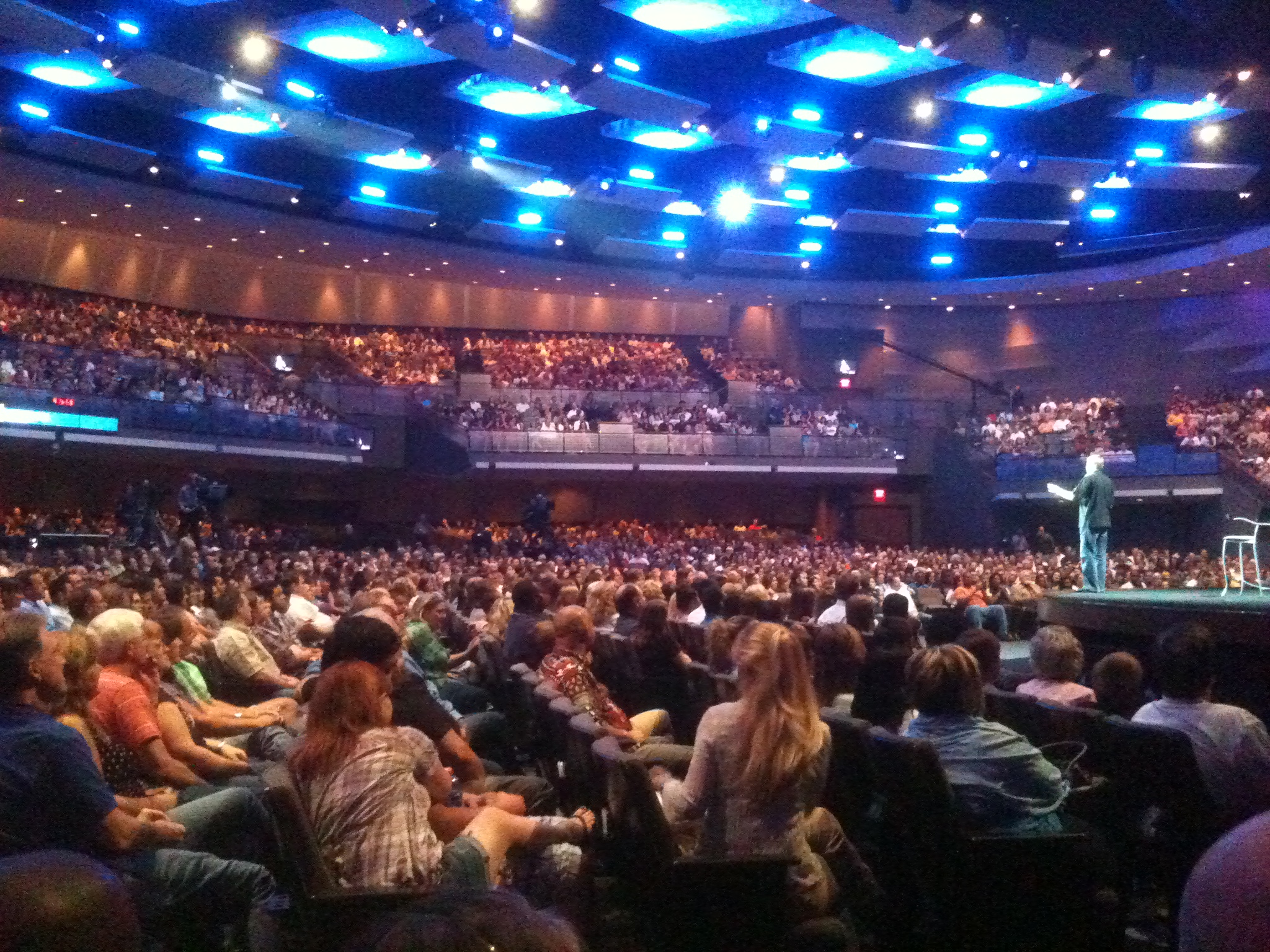
البروتستانتية هي من بين الحركات الدينية الأكثر ديناميكية ونمواً في العالم المعاصر.

بلغت عضوية الكنيسة الكاثوليكية في عام 2013 حوالي 1.254 مليار، أي 17.7% من سكان العالم، وبزيادة من 437 مليون نسمة، في عام 1950 وبزيادة من 654 مليون نسمة في عام 1970. وكانت مناطق النمو الرئيسية في آسيا وأفريقيا، وهي 39% وحوالي 32%، على التوالي، منذ عام 2000. ومنذ عام 2010، كان معدل الزيادة حوالي 0.3% في الأمريكتين وأوروبا. من ناحية أخرى، جادل إيريك كوفمان من جامعة لندن، بأن السبب الرئيسي للتوسع في الكاثوليكية والبروتستانتية المحافظة إلى جانب الإسلام هو أن دياناتهم تميل إلى أن تكون «مؤيدة للولادة» ولديها المزيد من الأطفال، وليس بسبب للتحويل الديني.
البروتستانتية هي واحدة من أكثر الحركات الدينية ديناميكية ونمواً في العالم المعاصر. ومن عام 1960 إلى عام 2000، كان النمو السكاني للمسيحيين الإنجيليين ثلاثة أضعاف نمو سكان العالم، وضعفي نمو الإسلام. الطوائف المسيحية الإنجيلية هي أيضاً من بين الطوائف الأسرع نمواً في بعض البلدان المسيحية الكاثوليكية، مثل البرازيل وفرنسا. في البرازيل، ارتفعت نسبة البروتستانت من 16.2% في عام 2000 إلى 22.2% في عام 2010. وفقاً لمارك يورجنسمير من جامعة كاليفورنيا، فإن البروتستانتية الشعبية هي واحدة من أكثر الحركات الدينية ديناميكية ونمواً في العالم المعاصر. التغيرات في البروتستانتية في جميع أنحاء العالم خلال القرن الماضي كانت كبيرة. ومنذ عام 1900، وبسبب التحول الديني في المقام الأول، انتشرت البروتستانتية بسرعة في أفريقيا وآسيا وأوقيانوسيا وأمريكا اللاتينية. وهذا ما دعا البعض إلى تسمية البروتستانتية بالديانة غير الغربية في المقام الأول. وقد حدثت معظم حالات النمو بعد الحرب العالمية الثانية، وعقب التحرر من الإستعمار في أفريقيا وإلغاء القيود المختلفة ضد البروتستانت في بلدان أمريكا اللاتينية. ووفقا لمصدر واحد، شكل البروتستانت حوالي 2.5%، و 2%، و 0.5% من الأمريكيين اللاتينيين والأفارقة والآسيويين على التوالي. وفي عام 2000، كانت نسبة البروتستانت في القارات المذكورة 17%، وأكثر من 27% وحوالي 5.5% على التوالي. تعتبر الحركة البروتستانتية الخمسينية إحدى أسرع الحركات المسيحية انتشارا ونموا في العالم، فقد ازداد عدد معتنقيها من 72 مليون عام 1960 إلى 525 مليون عام 2000. في عام 2005 خلصت دراسة قدمت إلى اجتماع لجمعية العلوم السياسية الأمريكية إلى إن معظم نمو المسيحية حدث في الدول غير الغربية. وخلصت الدراسة إلى أن حركة الخمسينية هي أسرع الحركات الدينية نمواً في جميع أنحاء العالم. وفقا لباحث في مركز بيو، «نمت البروتستانتية نتيجة للنشاط التبشيري التاريخي والحركات المسيحية الأصلية من قبل الأفارقة في أفريقيا»، وتنمو البروتستانتية بسبب التحول لها في الصين وكوريا، وتنمو البروتستانتية كذلك في أمريكا اللاتينية، والعالم الإسلامي، وأوقيانوسيا.
سجلات كنيسة يسوع المسيح لقديسي الأيام الأخيرة تظهر زيادة في نمو عضويتها منذ بدايتها في 1830. بعد معدلات النمو الأولي والتي بلغت متوسط 10% إلى 25% سنويًا في الأعوام 1830 وخلال 1850، وقد نمت بنحو 4% سنويًا خلال العقود الأربعة الأخيرة من القرن التاسع عشر. بعد تباطؤ النمو المطرد للكنيسة في العقود الأربعة الأولى من القرن 20 حيث وصل المعدل إلى حوالي 2% في 1930 (خلال سنوات الكساد العظيم)، ازدهر نمو مرّة أخرى ووصل إلى متوسط قدره 6% سنويًا على مدى في عام 1960، وتراوحت حوالي 4% إلى 5% خلال عام 1990. توقع رودني ستارك توقع أن كنيسة يسوع المسيح لقديسي الأيام الأخيرة يمكن أن يصبح أحد الأديان الرئيسية في العالم بحلول نهاية القرن الواحد والعشرين إذا كان اتجاه النمو الحالي وهو بين 30% إلى 50% لا يزال مستمرًا.

### التحول الديني

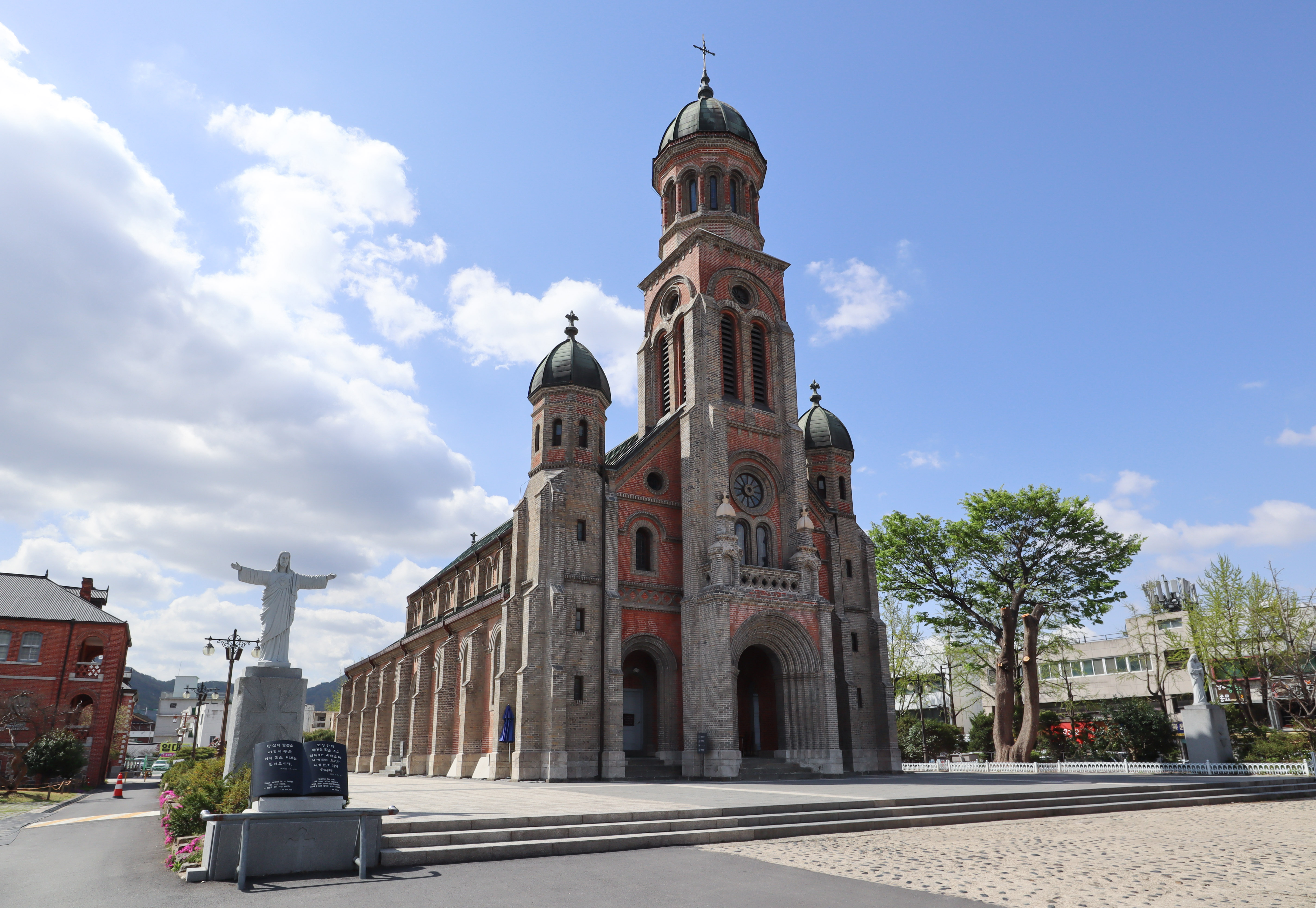
كنيسة في كوريا: نمت أعداد أتباع المسيحية في كوريا الجنوبية من 2.0% عام 1945، إلى 29.3% عام 2010.

تعتبر الحركات التبشيرية في آسيا وأفريقيا الجناح الرئيسي للمتحولين إلى المسيحية خصوصاً على المذهب البروتستانتي. تشير بعض الدراسات أن المسيحية هي أسرع أديان العالم انتشارًا، خصوصًا المذهبين الكاثوليكي والبروتستانتي، فمن حيث النمو العددي (بغض النظر عن النسب المئوية) فإن المسيحية تحلّ في المرتبة الأولى. في عام 1900 كان يعيش 90% من مسيحيي العالم في أوروبا واميركا الشمالية وأستراليا، اليوم يعيش 40% في هذه المناطق و 60% في آسيا وأفريقيا وأمريكا الجنوبية ويعود ذلك إلى نجاح الحركات التبشيرية سنويًا، يواجه العديد من الأشخاص الذين اعتنقوا المسيحية الاضطهادات بسبب تحولهم.
قدرت وزارة الخارجية الأمريكية في عام 2005 أن البروتستانتية في فيتنام ربما نمت بنسبة 600% خلال السنوات العشر الماضية. في كوريا الجنوبية، نمت المسيحية من 2.0% في عام 1945 إلى 20.7% في عام 1985 وإلى 29.3% في عام 2010، وزادت الكنيسة الكاثوليكية عضويتها بنسبة 70% في السنوات العشر الماضية. تشير بعض التقارير إلى أن العديد من أبناء الأقلية الإندونيسية تحولوا إلى المسيحية، وأورد ديموغراف آريس أنانتا في عام 2008 أن «الأدلة تشير إلى أن المزيد من الصينيين البوذيين قد أصبحوا مسيحيين بسبب زيادة مستواهم التعليمي». وصلت نسبة المسيحيين حسب إحصائية مؤسسة غالوب سنة 2006 إلى 6% مقارنة بحوالي 1% سنة 2000، واستنادًا إلى استطلاع عام 2006 الذي أجرته مؤسسة غالوب وجدت أن المسيحية هي الدين الأسرع انتشارًا بين الشباب الياباني،[بحاجة لمصدر] وبحسب توقعات مؤسسة غالوب حوالي 7% من مجموع المراهقين اليابانيين يقولون إنهم مسيحيون. في إيران، تشير مصادر أن الديانة المسيحية هي الدين الأسرع نمواً بمتوسط سنوي يبلغ 5.2%.[بحاجة لمصدر أفضل] وبحسب دراسة جامعة سانت ماري وأدنبرة في عام 1979 كان هناك أقل من 500 مسلم متحول للمسيحية في إيران، وفي عام 2015 تخطى العدد 100,000 شخص. تشير تقارير أن أعداداً متزايدة من الشباب أصبحوا مسيحيين في كوريا الجنوبية. تم الإبلاغ أيضاً عن ازدياد التحول إلى المسيحية بشكل كبير بين الكوريين، والصينيين، واليابانيين في الولايات المتحدة. وبحلول عام 2012، كانت نسبة المسيحيين في المجتمعات المذكورة 71%، وأكثر من 30% وحوالي 37% على التوالي. في عام 2010 كان هناك حوالي 180,000 عربي أمريكي وحوالي 130,000 أمريكي من أصل إيراني مسيحي من خلفية إسلامية، وقد قدر باحث للإسلام أن حوالي 20,000 مسلم يعتنقون المسيحية سنوياً في الولايات المتحدة.
تشير دراسات، إلى أن عدد الأشخاص الذين تحولوا من الإسلام إلى المسيحية في القرن الواحد والعشرين زاد بشكل كبير مقارنة بأي نقطة أخرى في التاريخ الإسلامي. وفقًا لدراسة المؤمنون في المسيح من خلفية مسلمة: إحصاء عالمي من قبل جامعة سانت ماري الأمريكيّة في تكساس سنة 2015، وجدت أن عدد المسلمين المتحولين للديانة المسيحية يصل إلى حوالي 10.2 مليون شخص. كما أن عملية التحويل إلى المسيحية موثقة جيداً، وتقدر التقارير أن الآلاف من المسلمين يعتنقون المسيحية سنويًا. يمكن العثور على عدد ملحوظ من المسلمين الذين تحولوا إلى المسيحية في أفغانستان، وألبانيا، والجزائر، وأستراليا، وأذربيجان، وبنغلاديش، وبلجيكا، وبلغاريا، وكندا، وإثيوبيا، وفرنسا، وغانا، وألمانيا، وإندونيسيا، وإيران، وكازاخستان، وقرغيزستان، وماليزيا، والمغرب، وهولندا، وروسيا، والمملكة العربية السعودية، وتونس، وتركيا، ودول آسيا الوسطى. وفقاً للموسوعة المسيحية العالمية، بين عام 1965 وعام 1985، تحول حوالي 2.5 مليون إندونيسي من الإسلام إلى المسيحية. يواجه العديد من المسلمين الذين اعتنقوا المسيحية رفضًا اجتماعيًا أو السجن، وأحيانًا القتل أو عقوبات أخرى مثل الإعدام بسبب تحولهم للمسيحية.
شهد القرن التاسع عشر اعتناق ما لا يقل عن 250,000 يهودي للديانة المسيحية وفقاً للسجلات الموجودة آنذاك. وتشير بيانات مركز بيو للأبحاث إلى أن حوالي 1.6 مليون يهودي أمريكي بالغ يعرفون أنفسهم كمسيحيين، معظمهم بروتستانت. ووفقاً لنفس البيانات، فإن معظم اليهود الذين عرفوا بأنهم من المسيحيين (1.6 مليون) نشأوا كيهود. وفقاً لدراسة أجريت عام 2012، فإن 17% من اليهود في روسيا يعتبرون أنفسهم مسيحيين.
وفقاً لمركز بيو، فإنه من المتوقع ألا يكون للتحول الديني تأثير واضح على النمو السكاني للمسيحيين في الفترة بين عام 2010 وعام 2050، ومن المتوقع أن يكون هناك صافي خسارة قليل ناتج بسبب التحول للادينية بشكل رئيسي في أوروبا وأمريكا الشمالية، ومن المتوقع أنه من 2010 إلى 2050 عدد كبير من المسيحيين سوف يتركون دينهم. معظم المتحولين من المتوقع أن يصبحوا غير منتسبين لأي ديانة (لادينيين). وبحسب الدراسة سيكون للمسيحية أكبر عدد من التاركين بالمقارنة مع باقي الديانات الأخرى، من 2010 حتى 2050. حيث من المتوقع أن يترك نحو 106 مليون شخص المسيحية، في مقابل تحول 40 مليون شخص إليها خلال هذه الفترة، وتحل المسيحية في المرتبة الثانية من حيث عدد المتحولين إليها وذلك بعد اللادينيين. وفقا لدراسة مركز بيو ومصادر، في الولايات المتحدة والعديد من الدول الغربية الأخرى، فإن نسبة غير المنتسبين لأي دين من السكان في تزايد مستمر، ومن المتوقع أن تستمر في الارتفاع بينما يتخلى العديد من المسيحيين وغيرهم عن هويتهم الدينية، وتحل أجيال أصغر سناً وأقل تدينا محل الأجيال الأكبر سناً والأكثر تدينا. من ناحية أخرى، فإن التحويل إلى المسيحية موثق جيدًا أيضًا. وقد صاحب ارتفاع كبير في العالم النامي (حوالي 23,000 في اليوم) انخفاضات في العالم المتقدم، خاصةً في أوروبا وأمريكا الشمالية. ووفقاً للموسوعة المسيحية العالميَّة يعتنق المسيحية سنويًا 2.7 مليون شخص قادمين من خلفيات دينية مغايرة، وتحتل المسيحية المرتبة الأولى في المكاسب الصافية من خلال التحويل الديني. وذكر عالم الديموغرافيا كونراد هاكيت من مركز بيو للأبحاث أن الموسوعة المسيحية العالمية عادة تعطي تقديرا أعلى لنسبة المسيحيين بالمقارنة مع سجلات البيانات الأخرى. بينما بحسب دليل أكسفورد للتحويل الديني تحل المسيحية في الترتيب الأول من حيث صافي الربح من المتحولين، حيث تكسب المسيحية سنوياً حوالي 15.5 مليون شخص قادمين من خلفيات دينية مغايرة، في حين تفقد المسيحية سنوياً حوالي 11.7 مليون شخص بسبب الارتداد عنها، ويتحول معظمهم إلى اللادينية، أي أن صافي الربح من المتحولين يقدر بحوالي 3.8 مليون سنوياً.

### الخصوبة والعمر
حسب دراسة بيو عام 2015 بيد أنه من المؤكد، أن نسبة الولادات في أوساط المسيحيين تقلّ عن نسبتها في أوساط سائر الديانات النامية كالإسلام (3.1) أو السيخ علمًا أنها تزيد عن متوسط نسبة الولادات في العالم (2.5)، وقد وصلت إلى (2.7) طفل لكل امرأة مسيحية، في مقارنة بين نتائج إحصائي 2010 و2015. بحسب دراسة بيو نشرت عام 2017 بين عام 2010 وعام 2015 وُلد حوالي 223 مليون طفل لأم مسيحيَّة أي حوالي 33% من مجمل الولادات في هذه الفترة بالمقارنة مع 213 طفل ولاد لأم مسلمة، بالمقارنة مع 107 مليون مسيحي توفي بين عام 2010 وعام 2015، مما يعني أن الزيادة الطبيعية في عدد المسيحيين - أي عدد المواليد ناقص عدد الوفيات - كانت 116 مليونًا هذه الفترة. وفقًا للدراسة من المتوقع في عام 2035 أن يتجاوز عدد الأطفال المولودين للمسلمين (225 مليون) عدد الأطفال المولودين للمسيحيين (224 مليون)، وفقا لتقديرات مركز بيو للأبحاث بين عام 2055 وعام 2060 من المتوقع أن يولد حوالي 226 مليون طفل لأم مسيحيَّة أي حوالي 35% من مجمل الولادات في هذه الفترة.
تعد نسبة إنجاب المرأة المسيحية بين السنوات 2010-2015 في أفريقيا هي الأعلى مع (4.4) مقابل (2.5) في الشرق الأوسط و (2.3) في آسيا و (2.2) في أمريكا الجنوبية و (2.1) في أمريكا الشمالية (1.6) في أوروبا؛ فانتشار المسيحية في العالم الحديث المتقدم حيث المستوى المعيشي والتعليمي متقدم يؤثر سلبًا على نسبة النمو؛ كما أنّ أعلى نسبة إنجاب للمرأة المسيحية هي في زامبيا (6.3) وتشاد (6.2) في حين أقل نسبة إنجاب للمرأة المسيحية موجودة في البرتغال (1.3) وسنغافورة (1.1) والبوسنة والهرسك (1.1). غالبًا نسبة إنجاب المرأة المسيحية بين المسيحيون في العالم الإسلامي أقل من متوسط إنجاب المرأة المُسلمة بإسثناء إندونيسيا حيث أن نسبة الخصوبة للمرأة المسيحية (2.6) بالمقارنة نسبة الخصوبة للمرأة المسلمة (2.0). وهناك اختلافات إقليمية مهمة في اتجاهات الولادة والموت بالنسبة للجماعات الدينية. فعلى سبيل المثال، شهد مسيحيين أفريقيا جنوب الصحراء الكبرى، أكبر زيادة طبيعية بين عام 2010 وعام 2015، حيث بلغت الزيادة الطبيعية في عدد المسيحيين - أي عدد المواليد ناقص عدد الوفيات - حوالي 64 مليون، تليها زيادات مسيحية أصغر في أمريكا اللاتينية ومنطقة البحر الكاريبي (33 مليون) وآسيا والمحيط الهادئ (18 مليون) وأمريكا الشمالية (6 ملايين). أما في أوروبا فإن عدد الوفيات بين المسيحيين يفوق عدد الولادات بحوالي ستة مليون، ويعود ذلك أساسًا إلى انخفاض نسبة إنجاب المرأة المسيحية الأوروبية وإلى ارتفاع متوسط العمر حيث أنَّ حوالي 24% من مسيحيين أوروبا فوق سن الستين.
حسب دراسة معهد بيو عام 2015 على الصعيد العالمي، كان متوسط أعمار المسيحيين (30 عامًا) وهو أكبر من متوسط العمر السكاني في العالم (28 عامًا) في عام 2010. حوالي 27% من المسيحيين في العالم تقل أعمارهم عن 15 عامًا، وهي نسبة تشابه المتوسط العالمي (27%). بينما 60% من مسيحيين العالم هم بين سن الخامسة عشر والستين وحوالي 14% فوق سن الستين. ويعتبر متوسط العمر المتوقع العام في العالم 69 عامًا في حين لدى المسيحيين هو 71 عام بالمقابل لدى اليهود 80 عام ولدى المسلمين 67 عام. التوزيع العمري للمسيحيين يختلف بشكل كبير حسب المناطق المختلفة. اعتبارًا من عام 2010، كان مسيحييّ أفريقيا جنوب الصحراء المجموعة المسيحية الأكثر شبابًا والأصغر سنًا؛ فمتوسط العمر لدى الأفارقة المسيحيين هو 19، في حين يُعتبر مسيحيي أوروبا وفقًا لدراسة معهد بيو المجموعة المسيحيّة الأكبر سنًّا إذ أنّ متوسط العمر هو 42. حوالي 41% من المسيحيين في أفريقيا جنوب الصحراء تقل أعمارهم عن 15 عامًا، بينما 24% من مسيحيين أوروبا فوق سن الستين. اعتبارًا من عام 2010 يُعتبر مسيحيي أمريكا الشمالية من المجموعات المسيحية الأكبر عمرًا فمتوسط العمر لدى مسيحيي القارة هو 39. بالمقابل يُعتبر مسيحيي أمريكا الجنوبية، وآسيا والشرق الأوسط وشمال أفريقيا من المجموعات المسيحية شابة نسبيًا فمتوسط العمر هو 27 و28 و29 على التوالي.

#### التركيبة العمرية
| المنطقة        | 0-14 | 15-29 | 30-44 | 45-59 | 60-74 | 75+ | متوسط العمر |
| -------------- | ---- | ----- | ----- | ----- | ----- | --- | ----------- |
| مجمل المسيحيون | 27%  | 24%   | 20%   | 16%   | 9%    | 4%  | 30          |

#### التوزيع الجغرافي
| المنطقة                                | 0-14 | 15-59 | 60+ | متوسط العمر |
| -------------------------------------- | ---- | ----- | --- | ----------- |
| أفريقيا جنوب الصحراء الكبرى            | 41%  | 54%   | 5%  | 19          |
| آسيا والمحيط الهادئ                    | 27%  | 63%   | 10% | 28          |
| أوروبا                                 | 15%  | 61%   | 24% | 42          |
| أمريكا اللاتينية ومنطقة البحر الكاريبي | 28%  | 62%   | 10% | 27          |
| الشرق الأوسط وشمال أفريقيا             | 26%  | 67%   | 7%  | 29          |
| أمريكا الشمالية                        | 19%  | 60%   | 21% | 39          |

## الهندوسية
تشهد الهندوسية دين متنام في دول مثل غانا، وروسيا، وباكستان، والولايات المتحدة. وفقا لتعداد عام 2011 أصبحت الهندوسية دينًا سريع النمو في أستراليا منذ عام 2006 بسبب الهجرة من الهند وفيجي. حوالي 80% من سكان جمهورية الهند هم من الهندوس، ويعيش 90% من هندوس العالم في الهند. ويقدر معدل نمو الهندوسية في الهند خلال 10 عاما بنسبة 20% استنادا إلى التعداد السكان من عام 1991 إلى عام 2001.

## اليهودية

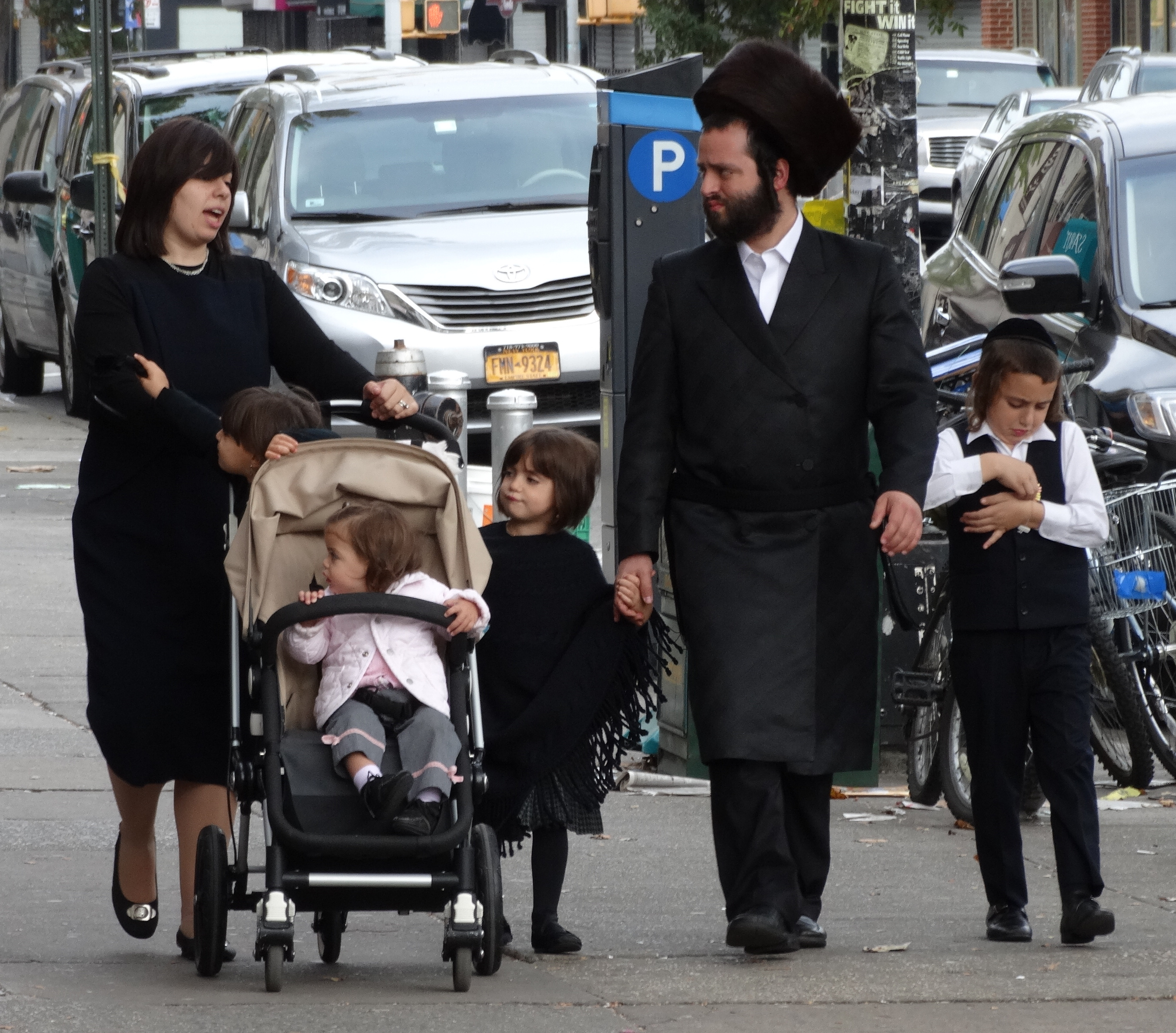
عائلة يهودية من الحريديم، يعتبر الحريديم الجماعة اليهودية الأكثر نمواً، نظراً لندرة الزواج المختلط وارتفاع معدل المواليد.

نما عدد اليهود إلى حوالي 13 مليون نسمة بحلول السبعينات من القرن العشرين، ثم سجل نموًا ما يقارب من الصفر حتى عام 2005 بسبب انخفاض معدلات الخصوبة والاندماج والعلمنة. منذ عام 2005، نما عدد السكان اليهود في العالم بشكل متواضع بمعدل سنوي بلغ حوالي 0.78% (حتى 2013). هذه الزيادة عكست في المقام الأول النمو السريع للمجتمع الحريدي وبعض القطاعات الأرثوذكسية. حسب بعض المصادر بلغ عدد اليهود عام 1967 نحو 13.8 مليوناً في مختلف أنحاء العالم، وفي عام 1982 بلغوا 12.9 مليونًا بنقص بلغ قرابة مليون دون إبادة بل من خلال تناقص طبيعي، وأن عدد ليهود في عام 2008 يصل إلى 13 مليونًا، ومن المتوقع حسب معهد اليهودية المعاصرة التابع للجامعة العبرية في القدس، أن يزيد عددهم بنحو أربعمائة ألف نسمة عام 2010. قُدرت عدد اليهود في العالم في أوائل عام 2013 حوالي 13.9 مليون نسمة (حوالي 0.2% من سكان العالم) وذلك حسب احصائية معهد بيو ومعهد تخطيط سياسة الشعب اليهودي. في حين أن العشرات من البلدان تحوي على جاليات يهودية صغيرة على الأقل، لكن يتركز المجتمع اليهودي في دولتين وهي: إسرائيل والولايات المتحدة والتي تحوي 82% من مجمل السكان اليهود في العالم، في حين أن الثمانية عشرة دولة التي تحوي أكبر تجماعات يهودية على مستوى العالم تستضيف 98% من يهود العالم. معدل النمو الإجمالي لليهود في إسرائيل هو 1.7% سنوياً. وعلى النقيض من ذلك، فإن المجتمعات اليهودية في بلدان الشتات لديها معدلات ولادة منخفضة، ونسب عالية من الشيخوخة، وإلى جانب ذلك تفوق أعداد الذين يتركون اليهودية مقابل أولئك الذين ينضمون إليها.
بسبب اليهودية ديانة غير تبشيرية، تقل أعداد اليهود في بعض الدول بسبب العلمانية والزواج المختلط، حيث كشفت دراسة مركز بيو للأبحاث عام 2013 عن ارتفاع ملحوظ في منسوب اليهود غير المتدينين وازدياد في نسبة الزواج المختلط وتراجع نسبة من يمنحون اولادهم تربية يهودية، ما يؤشر إلى تعاظم اختلاط بين المنتمين لكل التيارات الدينية اليهودية باستثناء التيار المحافظ. وبيَّن الاستطلاع أن 58% من مجمل اليهود و71% من الذين لا ينتمون للتيار المحافظ يتزوجون زيجات مختلطة من أبناء الأديان الأخرى وذلك مقابل 17% فقط عام 1970، كذلك تبين أن ثلثي اليهود في أمريكا لا ينتمون لأي كنيس وربعهم لا يؤمنون بالله. ويفيد الاستطلاع بأن ثلثي اليهود الذين يعرفون أنفسهم بدون ديانة لا يقومون بتربية اولادهم على الديانة يهودية وذلك مقابل 93% من الذين أعلنوا انتمائهم للدين اليهودي وأعلنوا أنهم يربون أولادهم على الهوية اليهودية.

### الحريديم
مع ذلك هناك ازدياد في العدد عند بعض الطوائف اليهودية مثل الحريديم، ففي إسرائيل بلغت نسبة الزيادة 6% في عام 2001، يعود سبب النسبة المرتفعة إلى ارتفاع الخصوبة وعدد المواليد لدى الحريديم. فمتوسط الزيادة السكانية لدى الحريديم هو الأعلى في إسرائيل، وهو ما نتج عنه زيادة سنوية وصلت إلى 6% تقريباً عام 1996، و7.3% عام 2000، وحوالي 6% عام 2001، وحوالي 7% عام 2002، وهي نسب مرتفعة مقارنة بالمجتمع الإسرائيلي العلماني. والسبب الرئيسي لزيادة السكان الحريديم هو الزيادة الطبيعية العالية (حوالي 72% من مجمل الزيادة السنوية في عام 2001). ويصل عدد الولادات السنوية لدى الحريديم إلى 35 ألف ولادة بما يشكل 25% من مجموع ولادات إسرائيل، كما يتزوج في إسرائيل سنوياَ حوالي 5 آلاف زوج حريدي. ينجب كل زوج منهم ما بين سبعة إلى تسعة ولادات، وينتج عنها زيادة كبيرة في أعدادهم، ونسباً عالية من الزيادات السنوية مقابل معدل ولادات منخفض نسبياً للعلمانيين يتراوح بين 1-1.5 بنسبة زيادة سنوية: 1.6% فقط.
| الدولة           | عام       | تعداد                  | معدل النمو السنوي |
| ---------------- | --------- | ---------------------- | ----------------- |
| إسرائيل          | 2006      | 444,000–795,000        | 6%                |
| الولايات المتحدة | 2006      | 468,000                | 5.4%              |
| المملكة المتحدة  | 2007/2008 | 22,800–36,400 / 45,500 | 4%                |

## الإلحاد، اللا أدرية واللادينية

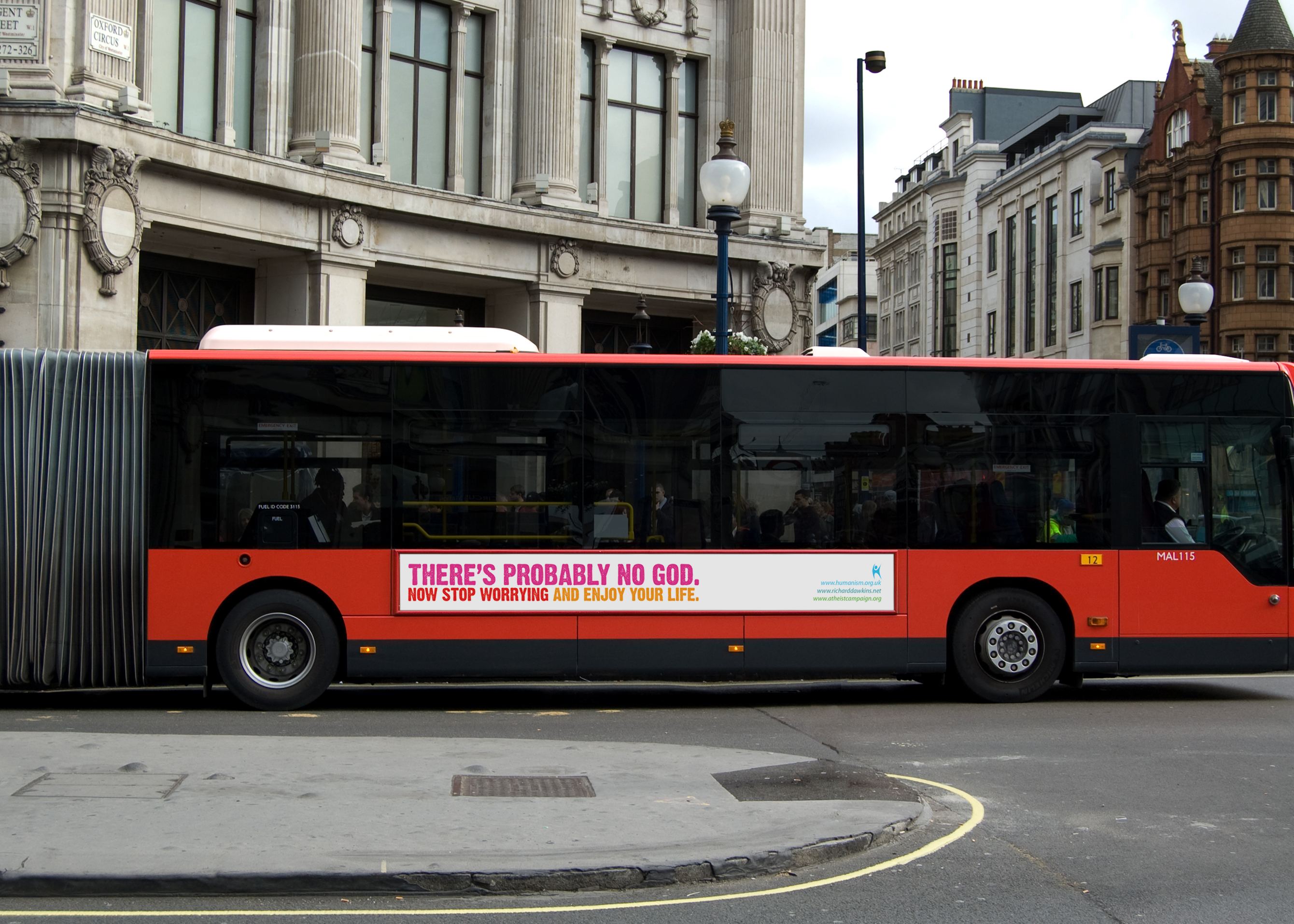
حملة الحافلات للإلحاد في لندن؛ في عام 2010 كانت نسبة غير المنسبين لأي ديانة في أوروبا حوالي 18.2% ومن المتوقع أن تصبح حوالي 23% عام 2050.

من حيث الأعداد المطلقة، يبدو أن اللادينية جنباً إلى جنب مع العلمنة عموماً في تزايد. ووفقاً لمسح مركز بيو للأبحاث في عام 2012، فإن غير المتدينين للدين (بما في ذلك الملحدين واللاأدريين) يشكلون حوالي 18.2% من السكان الأوروبيين.
بحسب المسح للهوية الدينية الاميركية؛ فمن ناحية ارقام مطلقة فقد كانت الزيادة في عدد اللادينيين الأكبر، فقد ازدادت اعدادهم من 14,300,000 أي حولي 8.4% من السكان، إلى 29,400,000 أي حوالي 14.1% من السكان، وذلك خلال السنوات 1991-2001. وفي أستراليا حسب بيانات التعداد السكاني للإحصاء فقد ارتفع عدد فئة «اللادينيين» من من 2,948,888 أي 18.2% من السكان، إلى 3,706,555 أي 21.0% من السكان، وذلك خلال السنوات 1991-2006. ذكرت وكالة رويترز الإخبارية أن دراسة التوزيع الديموغرافي للادينيون توصلت إلى ان اللادينيون هم أكثر مجموعة دينية انتشارا، على الأقل في الولايات المتحدة الأمريكية وتوزعت نسب اللادينيون بين 33% لا أدريين، 33% إلوهيين و10% ملحدين. ووفقا لوكالة INEGI فإن اعداد اللا دينيين في المكسيك تنمو سنويا بنسبة 5.2% بينما ينمو أعداد الكاثوليكيين بنسبة 1.7% ووفقا للإحصائيات في كندا تضاعفت أعداد اللا دينيين (زيادة بنسبة 60%) من 1985 إلى 2004.
وفقًا للتوقعات الدينية لعام 2050 من قبل مركز بيو للأبحاث، من المتوقع أن تنخفض نسبة سكان العالم غير المنتسبين لديانة، من 16% من إجمالي سكان العالم في عام 2010 إلى 13% في عام 2050. ويعزى الانخفاض إلى حد كبير إلى التقدم في العمر (متوسط العمر 34 سنة) وانخفاض الخصوبة بين غير المنتسبين لديانة وهو 1.7 طفل لكل امرأة في الفترة 2010-2015. وقد أشارت الدراسات العالمية لفلسفة العمل لدى «زوكيرمان» حول الإلحاد إلى أن الإلحاد العالمي قد يتراجع بسبب أدنى معدلات للولادة بين اللادينيين. بحلول عام 2050، كان من غير المنتسبين أو غير اللادينيين يمثلون حوالي 27% من إجمالي سكان أمريكا الشمالية (بالمقارنة مع 17.1% في عام 2010)، وحوالي 23% من إجمالي عدد سكان أوروبا (بالمقارنة مع 18% في عام 2010) وفقًا لمركز بيو للأبحاث. ويتمركز اللادينيين بشكل كبير في منطقة آسيا والمحيط الهادئ، والتي ضمت 76% منهم في عام 2010، ومن المتوقع أن تضم حوالي 68% من اللادينيين في العالم بحلول عام 2050. ومن المتوقع أن ينمو نصيب اللادينيين الذين يعيشون في أوروبا من 12% في عام 2010 إلى 13% في عام 2050. سوف ترتفع نسبة اللادينيين القاطنين في أمريكا الشمالية من 5% في عام 2010 إلى 9% في عام 2050.